# Concattedrale di San Bartolomeo (Pontecorvo)
La concattedrale di San Bartolomeo è il principale luogo di culto cattolico di Pontecorvo e concattedrale della diocesi di Sora-Cassino-Aquino-Pontecorvo.

## Storia
La chiesa di San Bartolomeo rimase collegiata per molti secoli e nel corso del trecento due canonici della chiesa furono consacrati vescovi di Aquino. A partire dal 1581 la chiesa divenne sede dei vescovi aquinati i quali, a causa dell'insalubrità di Aquino e della mancanza di un palazzo vescovile, si trasferirono a Pontecorvo edificando l'episcopio ed il seminario. La chiesa di San Bartolomeo fu ingrandita in stile rinascimentale, a tre navate con cupola, ed abbellita di affreschi del Cavalier d'Arpino e del Baciccia; il 23 giugno 1725 san Bartolomeo fu elevata da papa Benedetto XIII a concattedrale della diocesi di Aquino.
I bombardamenti della seconda guerra mondiale rasero al suolo la concattedrale: si salvò solo l'antica torre campanaria. Essa fu ricostruita in stile neoromanico, consacrata il 17 aprile 1957 ed elevata alla dignità di basilica minore da papa Pio XII il 15 marzo 1958.

## Le opere moderne
La concattedrale conserva opere moderne. Nel battistero si trova un ciclo di affreschi, attribuiti a Marzo Mazzaroppi (1550-1620), che un tempo appartenevano alla chiesa di Santa Maria della Canonica, andata distrutta durante l'ultimo evento bellico.
Un particolare che colpisce il visitatore della concattedrale di San Bartolomeo apostolo in Pontecorvo è la presenza di imponenti porte bronzee, altra opera moderna.
Non fu semplice ideare porte adatte allo schema architettonico della cattedrale, ricostruita in stile romanico per restare in simbiosi con l'antica torre campanaria.
Dal concetto di "porta della santità" nacque il discorso tra committenza ed artista. Discorso che il prof. Guglielmo Savini seppe recepire con sensibilità artistica e sviluppare con porte al di fuori degli schemi tradizionali per la loro linearità e semplicità, dove campeggiano grandi figure quasi a tutto tondo che escono dalle valve stesse.
Sui due battenti della porta maggiore sono stati raffigurati san Bartolomeo apostolo e san Giovanni Battista, il patronus civitatis: la sua immagine è raffigurata con forza plastica tale da mettere in risalto l'anatomia del corpo, creando un'impressione esaltata di rilievo.
L'altra figura di san Bartolomeo apostolo lo rappresenta nell'atteggiamento dell'offerta della sua pelle nel martirio.